# Дятелка
Дятелка (рос. Дятелка) — присілок Бокситогорського району Ленінградської області Росії. Входить до складу Климовського сільського поселення. Населення — 12 осіб (2012 рік).